# Aytonia subplana
Aytonia subplana là một loài rêu trong họ Aytoniaceae. Loài này được Spruce mô tả khoa học đầu tiên năm 1885.